# The Wife of Leon, and Other Poems
The Wife of Leon, and Other Poems – tomik wierszy autorstwa sióstr Catherine Anne Warfield i Eleanor Percy Lee, córek Nathaniela A. Ware’a i Sary (Sarah) Percy. Zbiorek został wydany pod wspólnym pseudonimem Two Sisters of the West. Tomik zawiera między innymi poemat Natural Religion, wiersze Parting Words, Madeline, The Forsaken, The Lonely Ship. A Legend of Neport i Illusion Lost, jak również utwory The Bereaved, Death-Bed of Napoleon i The Proud Heart Broken. Tytułowy poemat The Wife of Leon jest napisany strofą dziewięciowersową i opatrzony mottem z twórczości Felicii Hemans.